# Ferial

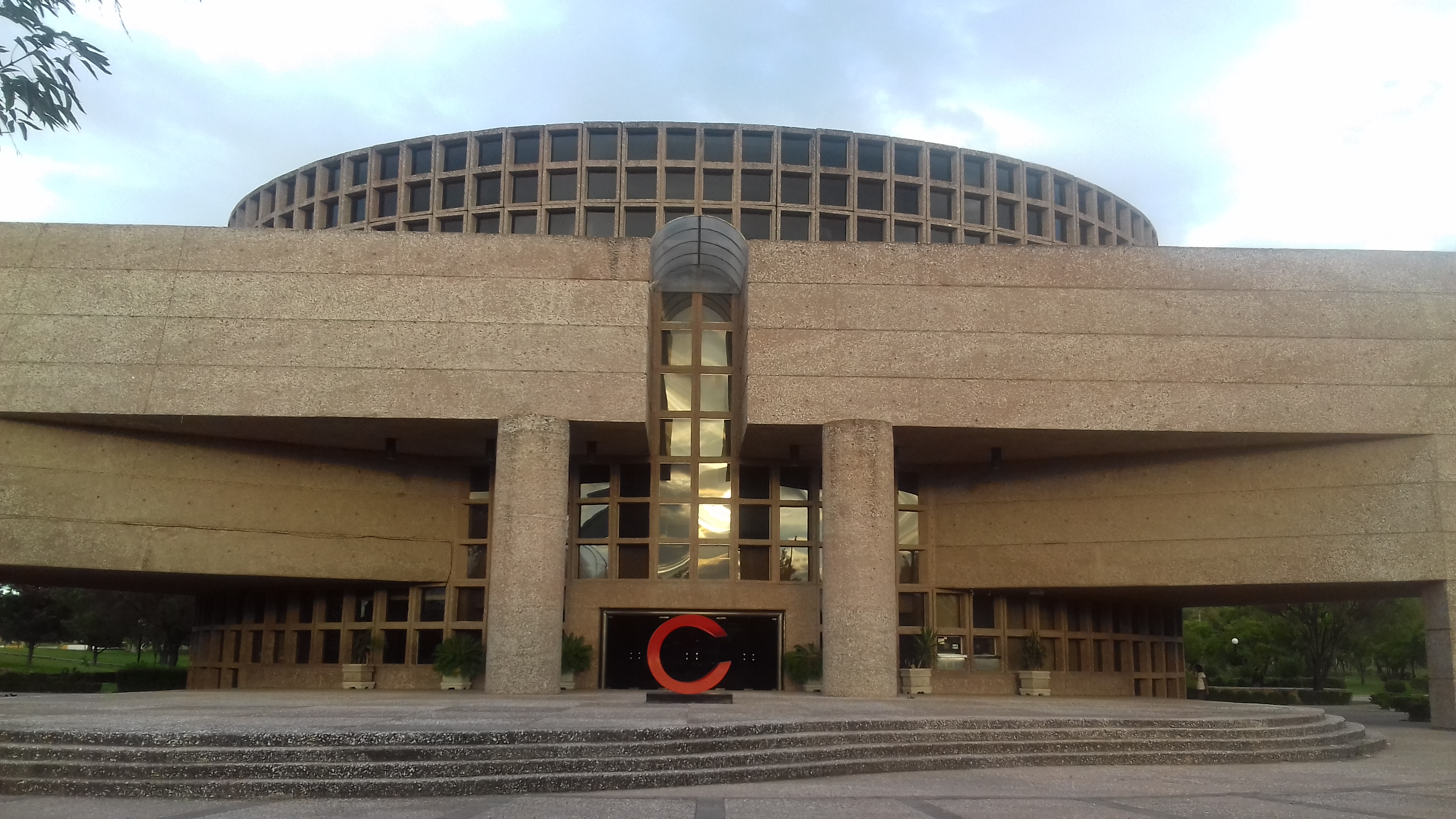
El Teatro Aguascalientes es la sede del Ferial.

El Ferial es una puesta en escena que se lleva a cabo en Aguascalientes, durante la Feria Nacional de San Marcos. Mediante la combinación de bailes folclóricos, música regional en vivo, danza, video, proyecciones y una escenografía, en este espectáculo se lleva a cabo el desarrollo de una historia que narra algún rasgo de la gran riqueza cultural del Estado de Aguascalientes, sus tradiciones, sus artes, su música, su gente y la feria misma.
Carlos Reyes Sahagún expresaba que el Ferial es "un festival multidisciplinario, que tiene como eje conductor una historia. No se va a encontrar, en ninguna parte del país, algo parecido."

## Historia
La primera puesta de escena del Ferial fue en el año de 1966. Después de 57 años se ha presentado consecutivamente en el marco de la Feria de San Marcos; y fue interrumpido únicamente en tres ocasiones; en 2009 por la suspensión de la feria a causa de la pandemia por Influenza AH1N1 y en 2020 y 2021 por la pandemia del COVID- 19.

El ferial nace como consecuencia del gran esfuerzo e impulso que Víctor Sandoval dio a la cultura y las artes en el Estado de Aguascalientes, pues para la década de 1960 eran numerosos los grupos de arte que se consolidaron en el estado, mediante el Instituto de cultura y la Casa de la cultura, por lo tanto, nace la idea de crear un ferial en el que participaran los diversos grupos de danza y de actores, así como la participación de la orquesta sinfónica.
Cuando vimos, teníamos muchos grupos ya, que no podíamos sostener en cierto momento, es decir, vestuario, cuerdas, material. Entonces me dice: “¿qué te parece si hacemos un festival de fin de cursos […] En lugar de hacer un festival por cada grupo, juntamos todos los grupos y hacemos un festival para abril.
Quien de igual manera jugó un papel muy importante en la creación del Feria, fue Ladislao Juárez Ponce quien creó la música para la interpretación del ferial.

## Sedes del ferial
Han sido diversos los lugares en los que se han llevado a cabo las presentaciones del ferial a lo largo de los años en los que se ha presentado. El primer ferial fue interpretado en el segundo patio de Palacio de Gobierno con una sola función, que para el año posterior aumentó a tres presentaciones dado a la aceptación del público. Ese fue el escenario del Ferial hasta 1989.
En 1990 pasó a los patios de la casa de la cultura, y desde 1992 a la fecha ha sido el teatro Aguascalientes la sede de esta puesta en escena.

## Feriales desde 1997 a 2025, título y director
| Fecha | Director | Título del Ferial                                          |
| ----- | --- | ---------------------------------------------------------- |
| 2025  | Rubén del Toro | Un vínculo de Plata: Camino Real de Tierra Adentro         |
| 2024  | Rubén del Toro | Un viaje al corazón 2: nuestros municipios                 |
| 2023  | Rubén del Toro | Aguascalientes, un viaje al corazón                        |
| 2022  | Rubén del Toro | Adiós mi rielero                                           |
| 2019  | | El sabor del viento                                        |
| 2018  | Rubén Isauro del Toro Vázquez | Los colores de Herrán, el más mexicano de los pintores     |
| 2017  | Rubén Isauro del Toro Vázquez | El constituyente                                           |
| 2016  | | “Del otro lado del corazón, y Gala de feriales”            |
| 2015  | Saaed Pezeshki | El canto de los pájaros                                    |
| 2014  | Jorge Campos Espino | La soberana convención y sus corridos                      |
| 2013  | | Posada vive cuando don lupe muere                          |
| 2012  | La coordinación estuvo a cargo de Jorge Campos Espino y el guion de Carlos Reyes Sahagún. | Nuestra casa, cultura que da orgullo                       |
| 2011  | La coordinación general corrió a cargo de Jorge Campos Espino y el guion de Mariana Torres Ruíz | Aguascalientes tierra de ensueño                           |
| 2010  | Idea original de Jorge Ferro, y dirección de Efraín de la Rosa | “Aguascalientes… ¡allá vamos!”                             |
| 2009  | |                                                            |
| 2008  | | “Estampas de México y España”                              |
| 2007  | | “Aguascalientes donde los tiempos se encuentran”           |
| 2006  | | Aguascalientes y Sevilla ciudades taurinas, ferias famosas |
| 2005  | El guion y la puesta en escena fueron de Jorge Galván, y la dirección de Rafael Ladislao Juárez, con la Orquesta Sinfónica Juvenil, el coro de la parroquia de la Sagrada Familia y la Banda Comunitaria del municipio de Asientos. | “Saturnino Herrán y Ramón López Velarde”                   |
| 2004  | | El corazón de Aguascalientes                               |
| 2003  | | …Y la música pasó por la Feria                             |
| 2002  | | Posada, más allá de la muerte.                             |
| 2001  | | “Siglo XX: Siglo de Ferrocarriles”                         |
| 2000  | | Leyendas de Aguascalientes.                                |
| 1999  | | Entre plazas, templos y leyendas                           |
| 1998  | | ¡170 Ferias!                                               |
| 1997  | | “Ferial de Aguascalientes 1997”                            |